# کووک‌چنار (فکه)
کووک‌چنار (به ترکی استانبولی: Kovukçınar) یک منطقهٔ مسکونی در ترکیه است که در فکه، ترکیه واقع شده‌است.